# Mandalagiri
Mandalagiri is een bestuurslaag in het regentschap Tasikmalaya van de provincie West-Java, Indonesië. Mandalagiri telt 5244 inwoners (volkstelling 2010).